# Elinostola hypomela
Elinostola hypomela är en fjärilsart som beskrevs av Edward Meyrick och Oswald Beltram Lower 1907. Elinostola hypomela ingår i släktet Elinostola och familjen säckspinnare. Inga underarter finns listade i Catalogue of Life.